# Бързи и яростни: Токио дрифт
„Бързи и яростни: Токио дрифт“ (на английски: The Fast and the Furious: Tokyo Drift) е американски пълнометражен игрален филм от 2006 г., режисиран от Джъстин Лин и продуциран от Нийл Ейч. Мориц. Сценарият е дело на Крис Морган. Филмът е трета част от поредицата „Бързи и яростни“. Актьорският състав включва Лукас Блек, Натали Кели, Сунг Канг, Шед „Бау Уау“ Мос и Брайън Тий.
Хронологически действието на филма се развива между шестия и седмия филм от поредицата. Главен персонаж в историята е проблемният тийнейджър и автолюбител Шон Бозуел, който е изпратен да живее и учи в Токио при баща си. Там младежът се включва в местните улични автосъстезания наречени „дрифт“. Във филма за първи път е представен персонажа на Хан Лу, изигран от американския актьор от корейски произход Сунг Канг.
Това е единствената част от „Бързи и яростни“, в която не взима участие Пол Уокър, по времето когато актьорът е жив. Лентата не включва никой от персонажи на предните два филма, освен епизодичната поява на Доменик Торето, изигран от Вин Дизел. „Токио дрифт“ получава смесени оценки от критиката и натрупва приходи от 158 милиона щатски долара, което припокрива бюджета му, но го прави най-непечелившия филм от франчайза. Филмът е последва от „Бърз и яростен“ от 2009 г.

## Сюжет
Внимание:  Текстът по-долу разкрива сюжета на произведението (или части от него)!
Оро Вали, Аризона. Шон Бозуел е 17-годишен ученик с проблемно поведение. Между него и богаташкия син Клей изниква конфронтация заради гаджето на втория. Момчетата си устройват незаконна автогонка, която завършва с катастрофа и за двамата. Клей и приятелката му се измъкват, но Бозуел трябва да напусне града, за да избегне затвора. Момчето се мести в Токио при баща си – офицер от военноморските сили на САЩ.
В първия ден от училището Шон се запознава с Туинки, който продава крадени американски стоки. Ученикът представя на новодошлия нощния живот на уличните гонки в Токио, наречени „дрифт“. По време на нощното сборище между Бозуел и японеца Такаши, познат като „краля на дрифта“ (Ди Кей), възникват търкания, заради приятелката на състезателя Нийла. Хан Лу – съдружника и механика на Такаши – отстъпва колата си на американеца и двамата съперници премерват сили. Японецът безпрекословно печели, а колата на Хан е потрошена.
На другия ден Хан забира Бозуел и му казва, че трябва да работи за него, за да му се изплати. Шон настоява механика да го научи да „дрифтва“. Хан подарява на своя „ученик“ кола и започва да го обучава извън града. След като Бозуел е изхвърлен от баща си, Хан го приема при себе си. Постепенно момчето придобива умения за дрифт и на гонка с Моримото – друг приближен на Такаши, печели съревнованието. Междувременно отношенията между Шон и Нийла се задълбочават, което вбесява Такаши и един ден пребива Шон. Нийла напуска своя приятел и заживява при Хан.
Камата, чичото на Такаши, информира своя племенник, че съдружника му краде от него. Ди Кей и Моромото отиват в сервиза на Хан и заплашват механика с пистолет. Хан, Шон и Нийла, подпомогнати от Туинки, успяват да се измъкнат с колите си. Такаши и другарят му тръгват след тях, което води до гонка из улиците на Токио. Моримото загива в катастрофа. Хан се опитва да предпази Шон и Нийла, което води до неговата гибел. Такаши преобръща колата на механика и тя избухва.
Шон прави опит да скрие Нийла в дома на баща си. Такаши проследява двойката, което води конфронтация между него, Шон и лейтенант Бозуел. Нийл избира да замине с Такаши, за да избегне конфликта. Шон решава да говори с Камата. Преди това Туинки му дава пари, с които да покрият откраднатото от Хан. Бозуезл предлага на якудзата решение – състезание между него и Такаши; загубилият напуска Токио. Камата се съгласява при условие, че надпреварата се проведе в планината на Ди Кей.
Бозуел взима непокътнатия двигател от потрошения Nissan Skyline на Хан и го присаждат на Форд Мустанг от 1967 г., собственост на лейтенанта. Прави още няколко различни подобрения и корекции, за да създаде състезателен автомобил. В нощта на голямото състезание наблюдателите се събират. В надпреварата първоначално взима превес Такаши. Бозуел обаче започва постепенно да надделява. Японецът се опитва да го избута в пропастта. Нападателят пада в собствения си капан и е изхвърлен извън пътя. Камата позволява на американеца да остане в Япония. Една вечер Шон е предизвикан от състезател, който твърди, че бил най-добрия приятел на Хан. Непознатият се оказва Доминик Торето.

## Персонажи
- Лукас Блек като Шон Бозуел – гимназист на 17 години, пребиваващ в Оро Нали, Аризона. Бозуел е проблемен тийнейджър, син на разведени родители. Досието му включва превишаване на скорост и разрушаване на лична собственост, което го кара често да сменя градовете.
- Брайън Тий като Такаши „Ди Кей“ – професионален уличен състезател известен в средите като „краля на дрифта“. Представя се като член на якудза, но всъщност неговия чичо е мафиот, за който работи като изнудва хората.
- Сунг Канг като Хан Лу – механик и професионален уличен състезател, който е съдружник на Такаши и човекът, който организира пратките. Лу става учител на Бозуел, а по-нататък и съперник на Ди Кей, след като Камата открива, че механика краде от племенника му.
- Натали Кели като Нийла – приятелка на Такаши, която става любовен интерес на Бозуел. Ди Кей я приютава след смъртта на майка ѝ. Нийла не помни своите родители. Майка ѝ идва от Австралия в Токио, където работи като проститутка.
- Шад „Бау Уау“ Мос като Туинки – военна барета, ученик в японското училище и първия приятел на Бозуел. Той въвежда новопристигналия в света на уличните състезания в Токио. Туинки се занимава с продажбата на крадени американски стоки, включително и части за коли.
- Леонардо Нам като Моримото – дясната ръка на Такаши, който предизвиква Бозуел на състезание. По-нататък японецът е победен от американеца, което го кара да избухне в истерия. Моримото намира смъртта си в катастрофа, докато се опитва да блъсне Бозуел.
- Брайън Гудман като Лейтанант Бозуел – офицер от военноморските сили на САЩ и баща на Шон. Бозуел живее в Токио. При пристигането си Шон го заварва с проститутка. Лейтенантът е строг към сина си и го съветва да седи далеч от бързите коли.
- Сони Чиба като Камата – японец над средната възраст; влиятелен член на якудза и чичо на Ди Кей. Такаши, който изпитва огромен страх към мафиота и се намира под пълен контрол от него, работи за престъпника.
- Линда Боуд като Бренда Бозуел – майка на Шон и бивша съпруга на лейтенант Бозуел. Предполага се, че е лека жена.

Закари Ти Брайън и Ники Грифин са в ролята на двойката Клей и Синди, които участват в първата автонадпревара във филма. В обкръжението на Хан: Джейсън Тобин е Ърл, Кейко Китагава – Рейко и Алдън Рей като Алдън. Между членовете на якудза могат да се видят актьорите Коджи Катаока, Стюарт Дабълю. Йе и Мики Кога. В лентата участват редица модели: Кайла Ю, Айко Танака, Каролин де Суза Кореа, Силвия Сувадова и др. Вин Дизел се завръща в ролята на Доминик Торето, който прави епизодична поява в края на историята.

## Продукция

### Разработка
Нийл Ейч. Мориц, който продуцира предишните две части от франчайза, започва да работи по третата част през 2005 г. По думите на Мориц, продуцентът решава да наеме Джъсти Лин след като гледа „Better Luck Tomorrow“. Режисьорът е нает от Мориц на 8 юни 2005 г., за да режисира „Бързи и яростни: Токио дрифт“. Лин споделя за поредицата, че когато излиза първият филм, той е бил още във филмовото училище:
| „ | …и видях филма наред с огромна група, изкупила всички билети до един. Това, което ме вълнуваше във възможността да режисирам този продукт, беше възможността да впрегна цялата тази енергия; да създам изцяло нова глава и предложа нещо ново на публиката, обичаща екшъна и бързите скорости. | “ |

Вин Дизел се съгласява да вземе камео участие във филма. Той се отказва от хонорар, като вместо него получава правата на персонажа Ридик от сериите за Ридик, държани от студиото Юнивърсал.

### Заснемане и техника
Nissan Silvia, която Шон потрошава в първото състезание с Ди Кей, е показана с двигател RB26DETT, взет от Форд Мустанг. Колата обаче развива скорости във филма с оригиналния двигател на Silvia. Компанията Veilside тунингова Mazda RX-7 – автомобилът, каран от Хан. Първоначално компанията изработва колата за изложението „Tokyo Auto Salon“ от 2005 г. По-късно е Юнивърсъл купува автомобила и сменя цветът му от тъмно червено на черно и оранжево.
От списание „Sport Compact Car“ изпробват колите от филма и отбелязват, че автомобилите от „Токио дрифт“ са малко по-бързи в набирането на скорост от тези в „Бързи и яростни 2“.
Редици известни автосъстезатели, занимаващи се с дрифтинг, като: Кейичи Цучйа, Фис Милън и Самюъл Хабинет са наети като консултанти за филма. Те изпълняват някои дрифт сцени от лентата. Танер Фоуст, Рич Ръдърфорт, Келвин Уан и Алекс Пфейфър също се присъединяват към екипа, когато каскадьорите-шофьори на Юнивърсъл не могат да се справят с дрифта. Някои състезателни сцени са заснети в паркинга на „Hawthorne Mall“ в Лос Анджелес. Заснемането в Токио изисквало разрешителни, които студиото не можело да осигури. Вместо това от снимачния екип използва улични осветление и многопластови подпори, за да пресъздаде японската столица.
Тоши Хаяма също е включен в продукцията, за да поддържа елементите от филма по-достоверни. Техническият директор се свързва с Роджър Фан, стар приятел от гимназията, който участва в „Better Luck Tomorrow“. Хаяма уверява, че някои препратки са разгърнати правило, като употребата на азотен оксид при шофирането в права линия, но не и при завоите. Използването на препратки към спонсорите са сведени до минимум. Един от приближените на Камата се забелязва с липсващ пръст – наказание типично за средите на якудза. Липсващият пръст е добавен по дигитален път, за да се избегнат противоречия в културите.

## След продукция

### Бокс офис
„Токио Дрифт“ докарва над 24 милиона щатски долара в първия уикенд от премиерата си. Филмът е пуснат в ограничена прожекция в Япония (реализиран е под името „Wild Speed 3“ (Бясна скорост 3)). На територията на САЩ лентата печели 62 514 415 щ.д., а приходите от чужбина са 95 953 877 щ.д., което прави общ бокс офис 158 468 292 щ.д.

### Критика
Третата част на „Бързи и яростни“ достига 37% одобрение в сайта Ротън Томатос. Оценката е съставена от ревютата на 144 критика, като 42-ма са го определили като „свеж“ и 72 – „гнил“. Средния рейтинг е 4.8/10. Консенсуса на критиката гласи: „Приковаващи окото сцени с коли, съчетани с куцащ сюжет и плоска актьорска игра, прави „Токио дрифт“ задоволителен за феновете на „Бързи и яростни“. Строго насочен към любителите на коли и почитателите на предишните два филма.“ В сайта Метакритикс лентата получава оценка 46 от 100, съставена от гласовете на 32 критика. Ревютата варират от смесени до такива със средна оценка.
Критикът Роджър Ибърт от „Chicago Sun-Times“ дава на филма три от четири звезди. Казва за режисьора Джъстин Лин, че е „взел и развил франчайза, и го е направил изненадващо свеж и интригуващ“. Той прибавя още, че Токио дрифт е „по-предържащ се към правилата филм, отколкото се очаква“, а също и „историята е повече от просто бързи коли“. Майкъл Стагоу от „The Baltimore Sun“ коментира лентата: „първият половин час доказва, че това е неприличен филм, натиснал газта до дупка“. Кърк Хъникът от „The Hollywood Reporter“ казва: „като филм, не очаквайте много, но скоростта е адска“. Леонард Малтин определя продуктът „бърз и френетичен като своите предшественици“, а промените в сценария като „изгодни“.
Джеймс Барардинели от „ReelViews“ дава една и половина от четири звезди, заявявайки: „Очаквам някакво разнообразие от филмите с автосъстезания. Но изглежда всички се правят по един и същи начин. Никой не обръща внимание на сюжета в Бързи и яростни. Когато обаче дойде въпрос за хващане на окото, филмът плува в свои води – предлага купища мацки и бързи коли (на последното е обърнато повече внимание отколкото на жените). Настрана това, недопустимо е един екшън филм да има екшън сцени (състезания и гонения), които са скучни и без никакъв смисъл. Ако филма не може да даде най-важната своя характеристика, какъв е смисъла?“
Ричард Роупър силно критикува лентата на Лин, казвайки: „всичко във филма е абсурдно. Актьорската игра е ужасна – едно от най-лошите изпълнения, което не съм виждал от дълго, дълго време.“ По подобен начин Питър Травърс от „Ролинг Стоун“ казва за Токио дрифт: „страда от неясна визия, отказ на двигателя и сюжет, въздух под налягане. Единствената изненада идва от камео участията“. Мик Ласал от „Сан Франциско Кроникъл“ коментира: „(Главният персонаж) няма каквато и да е цел и посока в живота, единствено непреодолимо желание да троши автомобили и да открадне гаджето на някаква мутра. (…) А относно сцените с автосъстезания, кой го интересува някакъв филм за гонки с дрифтинг? Кой би искал да гледа филм със състезание в подземен парк? Всъщност, кой би искал да гледа някой си състезаващ се по планински път с много завои?“
Роб Коен, който режисира първият филм от поредицата, се изказва много критично за лентата, заявявайки: „Ако току-що сте гледали Токио дрифт, вероятно ще си кажете: „Никога няма да гледам отново нещо, свързано с Бързи и яростни.““

## Музика
Оригиналният саундтрак към Токио дрифт е реализиран на 27 юни 2006 г. Албумът е издаден от „Varèse Sarabande“. Композиторът Брайън Тейлър си партнира с музикалните продуценти Фарел Уилямс и Доктор Дре за да помогне с дооформянето на музиката. Саундтрака е последван от албум с инструментални композиции, композирани от Тейлър.